# Annum per annum
Annum per annum és una peça per a orgue del compositor estonià Arvo Pärt, associada al moviment de la música minimalista. Va ser encarregada i composta el 1980 per celebrar els 900 anys de la construcció de la catedral d'Espira. Es va estrenar el 12 d'octubre de 1980 a Espira per Leo Krämer. El treball està dedicat a Santa Cecília, patrona dels músics.
Amb una execució aproximada d'uns 8 minuts, Annum per annum es compon d'un sol moviment dividit en set seccions: Einleitung (introducció), K-G-C-S-A, i coda. Les seccions marcades com K-G-C-S-A fan referència a la Missa ordinària (Kyrie, Glòria, Credo, Sanctus, Agnus Dei).